# Cornish-Inseln
Die Cornish-Inseln sind zwei verschneite Inseln in der Hanusse-Bucht vor der Westküste des Grahamlands auf der Antarktischen Halbinsel. Zwischen ihnen liegt ein Rifffelsen und sie befinden sich 6 km südlich der Liard-Insel.
Luftaufnahmen der US-amerikanischen Ronne Antarctic Research Expedition (1947–1948) und der Falkland Islands and Dependencies Aerial Survey Expedition (1956–1957) dienten ihrer Kartierung. Das UK Antarctic Place-Names Committee benannte sie nach dem britischen Geographen Vaughan Cornish (1862–1948), der zwischen 1901 und 1914 Pionierarbeiten leistete auf dem Gebiet der unterschiedlichen Formen von Schneeverwehungen.